# Tubo de seguridad

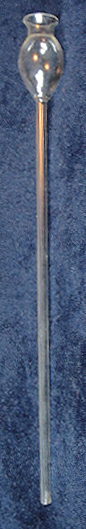
Tubo de seguridad recto

Un tubo de seguridad es un material de laboratorio, fabricado en vidrio, que consiste principalmente de un tubo largo o eje, de diferentes formas, que finaliza en un ensanchamiento o depósito con forma de embudo en la parte superior.

## Usos
El eje está diseñado para que el tubo se transporte en un contenedor, como un matraz erlenmeyer para añadir sustancias al mismo y como medio para evacuarlas cuando la presión interior aumenta.
Los tubos de seguridad suelen ser utilizados por los químicos para añadir líquidos a un montaje o sistema existente de aparatos.También sirven para evitar reabsorciones o para prevenir que grandes desprendimientos de gases puedan provocar explosiones en los aparatos.
Los tubos de seguridad también se suelen utilizar en experimentos con membranas semipermeables, para estudiar los fenómenos de ósmosis y difusión. También se utilizan en experimentos de separación, y en otras aplicaciones químicas.
Pueden tener formas variadas, según la forma del eje: rectos, de rosario, en ese, en trompeta, etc.